# Echinomuricea tenuis
Echinomuricea tenuis is een zachte koraalsoort uit de familie Plexauridae. De koraalsoort komt uit het geslacht Echinomuricea. Echinomuricea tenuis werd voor het eerst wetenschappelijk beschreven door Thomson & Simpson. 